# Памятник погибшим политехникам
«Погибшим политехникам» — памятник, установленный в Калининском районе Санкт-Петербурга в честь погибших в годы Великой Отечественной войны и блокады студентов и преподавателей Политехнического института.
Памятник находится на территории Политехнического университета Петра Великого по адресу улица Политехническая, дом 29 в сквере перед фасадом главного учебного корпуса.
В памятные и траурные даты к памятнику возлагаются цветы студентами и преподавательским составом, приезжают ветераны, бывшие учениками этого вуза в военные годы.

## История
Памятник «Погибшим политехникам» был открыт 23 сентября 1967 года.
Над памятником работали сразу три скульптора — А. М. Арьев, С. Ф. Корытина, В. П. Петин. Архитектором выступил О. Н. Башинский.
Памятник посвящён ушедшим на фронт, в том числе для защиты Ленинграда, в годы войны трём с половиной тысячам студентов и преподавателей Политехнического института. Трое из них позднее получили высшую награду Советского Союза — звание Героя Советского Союза.
Идея установки этого памятника принадлежит совету ветеранов Политехнического института.
Особенностью строительства памятника стало то, что он был полностью сооружён на средства студентов и преподавателей, а также рабочих и служащих, в прошлые годы окончивших ЛПИ (Ленинградский Политехнический институт).
При разработке проекта памятника были использованы фотографии, которые скульпторам предложили сами сотрудники и студенты Политеха. Все лица, выбранные в итоге для воссоздания на монументе, являются портретно схожими с кем-то из тех, кто действительно входил в число ушедших на фронт политехников.
Помимо этого монумента, в университете в память о тех событиях создаётся электронная «Книга Памяти политехников».
В 2015-м году администрация Политехнического университета планировал перенести памятник из сквера около главного здания к станции метро «Политехническая». Ветераны и студенты университета выступили против этого проекта, в результате чего руководство Политеха в 2016 году отказалось от этой идеи.

## Описание памятника
Памятник «Погибшим политехникам» представляет из себя прямоугольную вытянутую стелу высотой 3 метра и длиной 7 метров, выполненную из красного гранита. На стеле изображены три человеческие фигуры в полный рост, символизирующие ушедших на фронт политехников. Слева от высеченных на камне фигур находится надпись:
«Политехникам, за Родину, за коммунизм жизнь свою отдавшим в Великую Отечественную войну 1941—1945. Дела и ратные подвиги ваши бессмертны в памяти поколений»
На задней стороне памятника нанесена ещё одна надпись:
«Сооружен на средства преподавателей, рабочих, служащих, студентов и выпускников ЛПИ им. М. И. Калинина. Открыт 23 сентября 1967 года».
Спереди перед памятников на небольшом гранитном постаменте находятся две военные каски, которые были обнаружены на местах боёв.